# Keegan Joyce
Keegan Joyce (Sydney, 25 agosto 1989) è un attore australiano.
Ha recitato nelle produzioni australiane dei musical Oliver! (2002), Titanic (2006) e Once (2014).
Nel 2014 entra a far parte come personaggio ricorrente della serie Please Like Me, ideata e interpretata dal comico Josh Thomas.

## Filmografia

### Televisione
- K9 – serie TV, 26 episodi (2009-2010)
- Rake – serie TV, 33 episodi (2010-2018)
- Rescue Special Ops – serie TV, episodio 3x13 (2011)
- Please Like Me – serie TV, 22 episodi (2014-2016)